# 久
久，安多藏語的意思是對弈，是中国藏族的传统棋類通稱。類同漢語會在棋類稱呼字尾加棋字，西藏棋類也是如此，如有屬於方棋類遊戲的周久（六格棋）、邓久（七格棋），屬於虎棋類遊戲的加吾久(争王位棋)，還有纳卓年由浪久（上天入地棋）、孜久（西藏夾棋）、玉久（藏族跳方棋）等多种棋類。